# Театр ледовых миниатюр
Театр ледовых миниатюр — советский и российский театр на льду.

## Деятельность
В 1986 году известнейший российский фигурист, чемпион Европы, заслуженный мастер спорта СССР, заслуженный тренер России Игорь Бобрин создал первый в мире театр, превративший фигурное катание в уникальный синтез театрального действа и ледового балета. Ставший абсолютно новым жанром, театр вот уже более трех десятилетий не перестает восхищать маститых критиков и зрителей во всем мире.
Все эти годы ведущими солистами театра остаются олимпийские чемпионы, четырехкратные чемпионы мира, пятикратные чемпионы Европы, чемпионы мира среди профессионалов Наталья Бестемьянова и Андрей Букин.
Театр с успехом гастролировал в 50 странах мира, и его спектакли посетили более 9 000 000 зрителей
За время существования Театра ледовых миниатюр под руководством Игоря Бобрина были созданы следующие спектакли:
- Немое кино, или Размышления на тему Чарли Чаплина
- Фауст- XX век
- Распутин. Постфактум
- Авантюра, Еврейская баллада
- Талисман
- Улица рок-н-роллов
- Мы любим классику
- Алиса в стране чудес
- Танго нашей жизни
- Звуки джунглей
- Щелкунчик
- Золушка
- Мэри Поппинс
- Ромео и Джульетта
- Снежная королева
- Лебединое озеро
- Бесконечность (ледовая опера)
- Белоснежка
- Кармен
- Спартак
- Птица счастья

## Труппа
Оригинальная хореография, уникальный стиль и сложные драматические построения прославили театр во всем мире. Список гостей-исполнителей включает многих чемпионов СССР, Европы и мира, а также чемпионов Олимпийских игр. Среди них:: Елена Валова и Олег Васильев, Ирина Воробьёва и Игорь Лисовский, Марина Пестова и Марат Акбаров, Лариса Селезнёва и Олег Макаров, Марина Ельцова и Андрей Бушков, Оксана Казакова и Артур Дмитриев, Елена Бережная и Антон Сихарулидзе, Кира Иванова, Владимир Котин, Алексей Урманов, Мария Бутырская, Ирина Слуцкая, Татьяна Тотьмянина и Максим Маринин, Алексей Ягудин, Евгений Плющенко, Дмитрий Дмитренко, Алёна Савченко и Робин Шолковы, Радка Коваржикова и Рене Новотны, Юко Кавагути и Александр Смирнов, Елена Радионова, Евгения Медведева, Стефан Ламбьель, Александра Степанова и Иван Букин.
Искусство Театра ледовых миниатюр, не знающее языкового барьера, объединяет миллионы зрителей разных поколений по всему миру, а обширный репертуар позволяет предложить спектакли, наиболее подходящие к менталитету и культуре страны, где выступает театр: будь то Олимпийский стадион в Саппоро, спортивно-концертный комплекс в Санкт-Петербурге, престижный Пале де Конгресс в Париже, летние парки отдыха в Италии и Флориде, европейский Диснейленд или лед на сцене Театра имени Терезы Карреньо в Венесуэле. Театр ледовых миниатюр — первооткрыватель жанра ледового театра, и он будет продолжать радовать и удивлять свою аудиторию новыми постановками.